# Ferimagnetizam
Ferimagnetizam je pojava kod koje se magnetski momenti susjednih atoma ili iona u ograničenim područjima kristala (domena), koja su feromagnetska, međusobno poništavaju, slično nizu stalnih (permanentnih) magneta nasuprotnih orijentacija. Takve tvari, ponajviše feriti, odlikuju se velikom električnom otpornošću koja je uzrokovana prelascima elektrona na granicama domena, a na temperaturama višima od Curiejeve, kao i feromagnetične, prelaze u paramagnetične tvari.

## Magnetizam
Magnetizam (prema magnetu koje dolazi od lat. magnes, genitiv magnetis < grč. Μαγνῆτıς λίϑος: kamen iz Magnezije) je skup pojava povezanih s magnetskim poljem i s ponašanjem tvari u magnetskom polju. Magnetska svojstva tvari potječu od magnetskih momenta atoma i njihovih međudjelovanja koja mogu stvoriti kolektivno magnetsko uređenje. Magnetizam atoma posljedica je magnetizma elektrona i atomske jezgre i njihovih međudjelovanja. Razlikuje se orbitalni magnetski moment, zbog gibanja elektrona oko atomske jezgre, i spinski magnetski moment, kao vlastito kvantnomehaničko svojstvo elektrona i jezgre. S obzirom na ponašanje u magnetskom polju, sve se tvari odlikuju svojom magnetskom permeabilnošću. Tako se mogu razlikovati dijamagnetične, paramagnetične, feromagnetične, ferimagnetične i antiferomagnetične tvari.

## Feriti
Ferit (prema lat. ferrum: željezo) je elektrokeramički tehnički materijal, mješoviti oksid koji se sastoji od spoja željeznog(III) oksida (Fe2O3), s jednim ili dva oksida nekoga najčešće dvovalentnog metala (kobalt, mangan, magnezij, kadmij, olovo, bakar, nikal, cink, barij). Feriti su izrazitih magnetskih svojstava, feromagnetični poput željeza, ali s mnogostruko većom električnom otpornošću, pa se zato u njima gotovo ne stvaraju vrtložne struje. Svojstva im ovise o sastavu, pa neki imaju malu koercitivnu silu i strmu krivulju magnetizacije (na primjer Zn, Mn-feriti), a neki veliku koercitivnu silu i remanenciju (na primjer Ba-ferit). Obično se lako magnetiziraju i demagnetiziraju, vrlo su prikladni za primjenu u tehnici visokih frekvencija i upotrebljavaju se kao magnetski materijali za memorije elektronskih računala te za jezgre zavojnica, visokofrekventnih transformatora i magnetskih antena (takozvanih feritnih antena).